# Giuseppe Antonio Giancane
Giuseppe Antonio Giancane (Monteroni di Lecce, 18 giugno 1911 – Taranto, 1º giugno 1979) è stato un politico italiano,  senatore della IV legislatura della Repubblica Italiana e membro del PSI.
Impiegato, consigliere d'amministrazione dell'Istituto postelegrafonici in rappresentanza della Federazione italiana postelegrafonici e vicesindaco di Taranto negli anni '70, è stato eletto Senatore della Repubblica nel collegio di Taranto nella IV legislatura col Partito Socialista Italiano.